# Raymond Hill
Raymond Hill (* 24. April 1933 in Clarksdale (Mississippi); † 16. April 1996 ebenda) war ein US-amerikanischer Tenorsaxophonist und Sänger. Bekanntheit erlangte er durch die Zusammenarbeit mit Jackie Brenston und Ike Turner.

## Biographie
Der Blues-Sänger und Saxophonist Raymond Hill wuchs in Clarksdale (Mississippi) auf und kam durch die Beziehungen seines Vaters Henry früh mit Musik in Berührung. Dieser betrieb ein Tanzlokal und ermutigte seinen Sohn, sich mit den Veranstaltungen der Club-Acts zu beschäftigen. Zu diesen Acts gehörten Bluesmusiker wie Sonny Boy Williamson II und Robert Nighthawk. Der Saxophonist der Hausband, Winchester Davis, forderte ihn zum Erlernen des Instrumentes auf, und Hill überredete seine Eltern, ihm ein eigenes Saxophon zu kaufen.
Zusammen mit seinem Freund, dem Schlagzeuger Billy Gayles, begann Raymond Hill Ende der 1940er Jahre bei seinem Schulkameraden Ike Turner in dessen Bands zu spielen, sowohl der  großen Bigband Tophatters als auch der kleineren Kings of Rhythm. Am 5. März 1951 wurde Ike Turner und die Kings of Rhythm zu einer Aufnahmesession in die Studios des Memphis Recording Service, einem 1950 gegründeten Vorgänger der Sun Studios, nach Memphis (Tennessee) eingeladen. Eine Voraussetzung dafür war, dass die Band ein eigenes Stück einspielte. Hill spielte ein Solo nach Jackie Brenstons Aufforderung. Dabei erreichte das Saxophonspiel des damals 17-jährigen einen bislang unbekannten Grad an Rhythmik auf Rocket “88”. Lonesome Baby aus derselben Sitzung ist für die damalige Zeit ebenso rau gespielt. Rocket “88” kam Ende April in die R&B-Charts und erreichte im Juni Platz 1.
1952 verließ Raymond Hill Ike Turners Bands aufgrund eines Streits über ausstehende Gagen. Anschließend arbeitete er als Sessionmusiker für Sun und andere lokale Labels, unter anderem gemeinsam mit Howlin’ Wolf, Jessie Hill und Little Junior Parker. So spielte er das Tenorsaxophon auf Parkers Mystery Train. Am 6. Oktober 1952 hatte er seine erste eigene Aufnahme. Zusammen mit dem Gitarristen Willie Kizart und Houston Stokes (Schlagzeug) wurden sieben Titel aufgenommen, die jedoch lange unveröffentlicht blieben. Erst in den 1970er Jahren wurden diese Aufnahmen von Charly Records veröffentlicht.
1954 veröffentlichte Hill seine erste Single The Snuggle / Bourbon Street Jump unter seinem eigenen Namen bei Sun Records. Beides sind Instrumentals, Pianist war Billy Emerson und die Gitarre wurde von Ike Turner gespielt. In dieser Zeit begleitete er auch Billy Emerson, Jesse Knight, Clayton Love und Little Junior Parker.
1955 wurde Raymond Hill wieder Bandmitglied bei Ike Turner und zog mit ihm nach St. Louis. Als Turner nach Kalifornien zog, blieb Hill in St. Louis und schloss sich Albert Kings Band an. Zu dieser Zeit begleitete er auch Billy Gayles.
Am 20. August 1958 gebar Tina Turner den gemeinsamen Sohn Craig Raymond Turner. Dieser starb im Sommer 2018 mit 59 Jahren, vermutlich von eigener Hand.
Nach der Zusammenarbeit mit King kehrte er nach Clarksdale zurück. In den 1970er Jahren nahm er mit seiner damaligen Ehefrau Lillie eine EP für die neu gegründeten High Water Recording Company von David Evans auf und verließ anschließend das Musikgeschäft.